# Moriz Gelinek

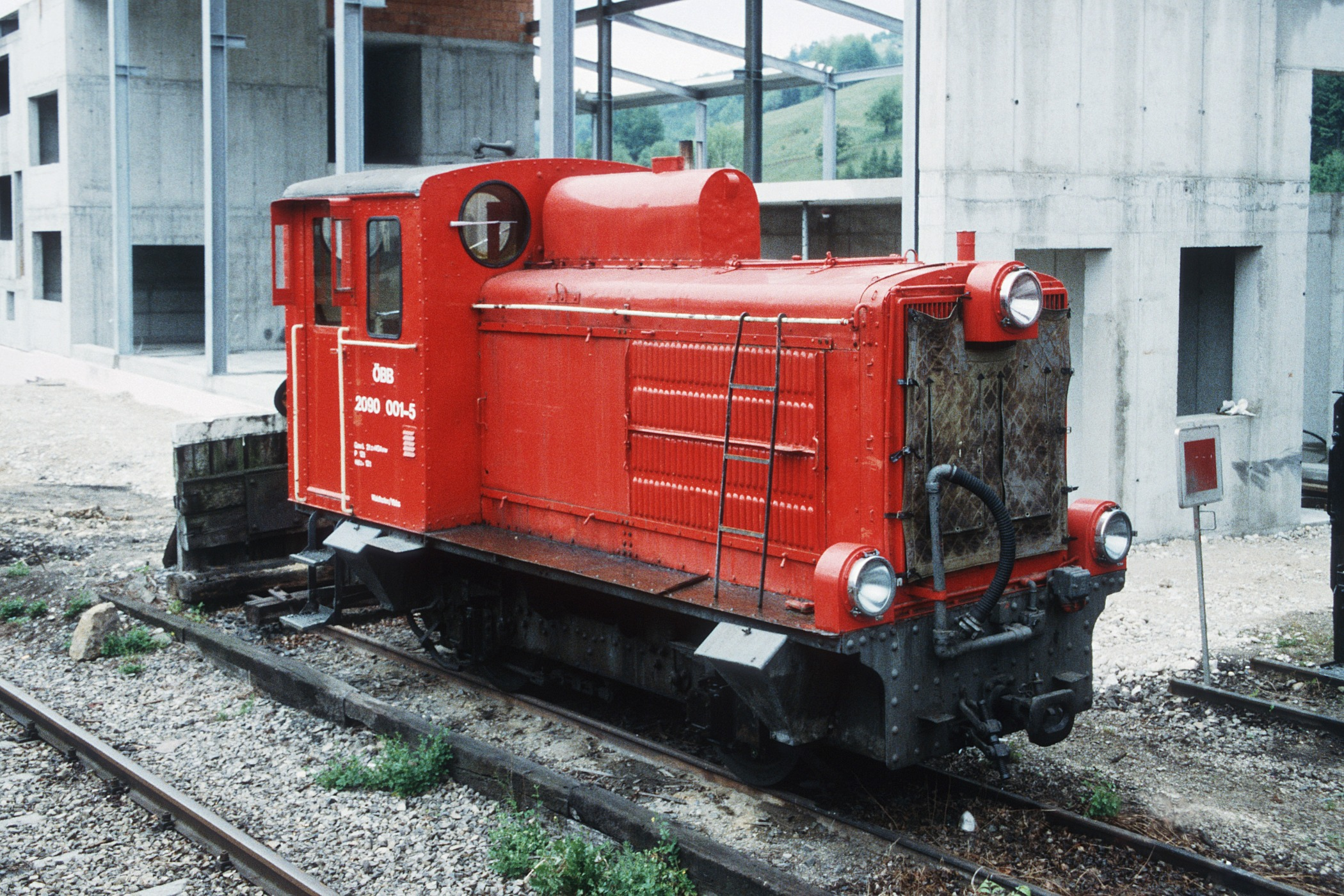
Schmalspur-Diesellok 2090 001 der ÖBB, eine Lok mit GEBUS-Antrieb

Moriz Gelinek (* 30. April 1887 in Hallein; † 24. Jänner 1979) war ein österreichischer Eisenbahnpionier. Er verfolgte die Idee der benzin- beziehungsweise dieselelektrischen Kraftübertragung bei Lokomotiven und entwickelte das GEBUS System.

## Leben
Gelinek war der Sohn des Bahnhofsvorstandes von Hallein, nach der Absolvierung des Gymnasiums folgte ein Maschinenbau-Studium. Im Ersten Weltkrieg diente er bei den Benzin-Elektro-Feldbahnen, die von Ferdinand Porsche konzipiert wurden. Bereits früh beschäftigte sich Gelinek daher mit der elektrischen Kraftübertragung mittels Gleichstrom, aus der schließlich seine Patente hervorgehen sollten.
Allgemeine Bekanntheit und mehrere Auszeichnungen erhielt er in der Folge für den Bau und Vertrieb von Lokomotiven mit dem von ihm entwickelten dieselelektrischen GEBUS-Antrieb. Gemeinsam mit den Kompagnons Franz Buchleitner und Adolf Strizek gründete Gelinek in Salzburg die Firma GEBUS, die der Auswertung der Patente diente und in kleinerem Rahmen auch selbst GEBUS-Lokomotiven erzeugte. Die erste Lokomotive war in frühen 1920er-Jahren für den Einsatz im Torfwerk Lamprechtshausen-Bürmoos vorgesehen. Auch die Waldbahn Hintersee bekam eine Maschine, Baujahr 1923, der Type A 6030, trug die Fabriknummer 6 und entwickelte 30 PS. Gelineks Patente erreichten Weltgeltung. Noch in den frühen 1960er-Jahren war das Aushängeschild der Deutschen Bundesbahn der „Fliegende Hamburger“, ein von Gelinek mitentwickeltes Fahrzeug. Die ständig unter Kapitalmangel leidende Firma GEBUS-Lokomotiven musste im Jahre 1961 Konkurs anmelden und wurde 1965 endgültig aufgelöst.
Moriz Gelinek blieb jedoch bis ins hohe Alter aktiv, noch 1973 erhielt er ein Patent zur Kraftübertragung mittels Drehstrom. 1977, im Jahr seines 90. Geburtstags, wurde Gelinek das Goldene Ehrenzeichen für Verdienste um die Republik Österreich verliehen.

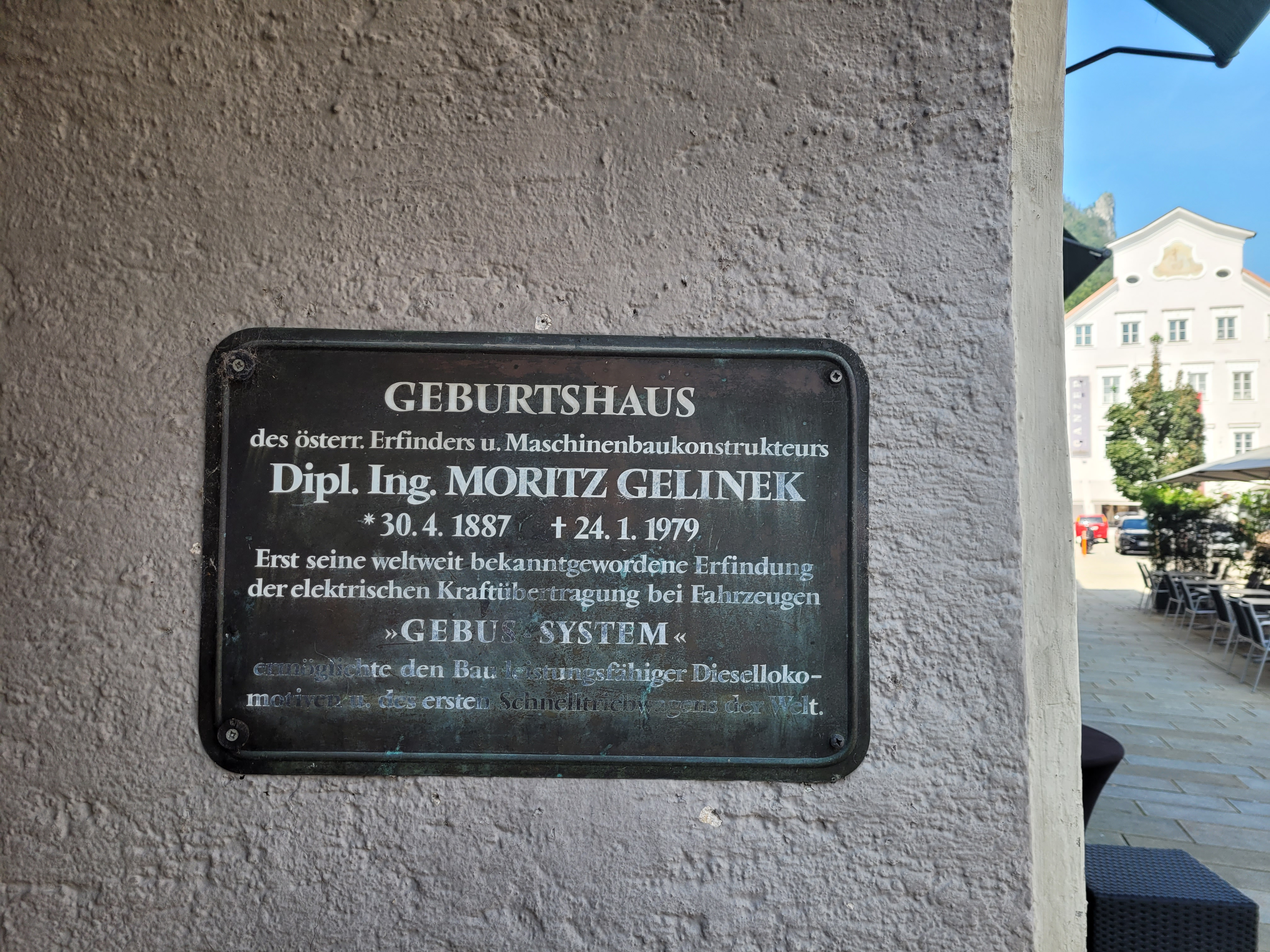
Gedenktafel am Kornsteinplatz in Hallein

Einige Lokomotiven aus der Produktion von GEBUS waren vereinzelt noch in den 1990er-Jahren im Einsatz und befinden sich jetzt in Sammlungen von Eisenbahnmuseen. Auch die Diesellok D1 der Liliputbahn im Wiener Prater ist – obwohl sie einen rein mechanischen Antrieb besitzt – eine Lok der Firma GEBUS, sie dürfte mittlerweile die letzte im Einsatz stehende GEBUS-Lok sein.

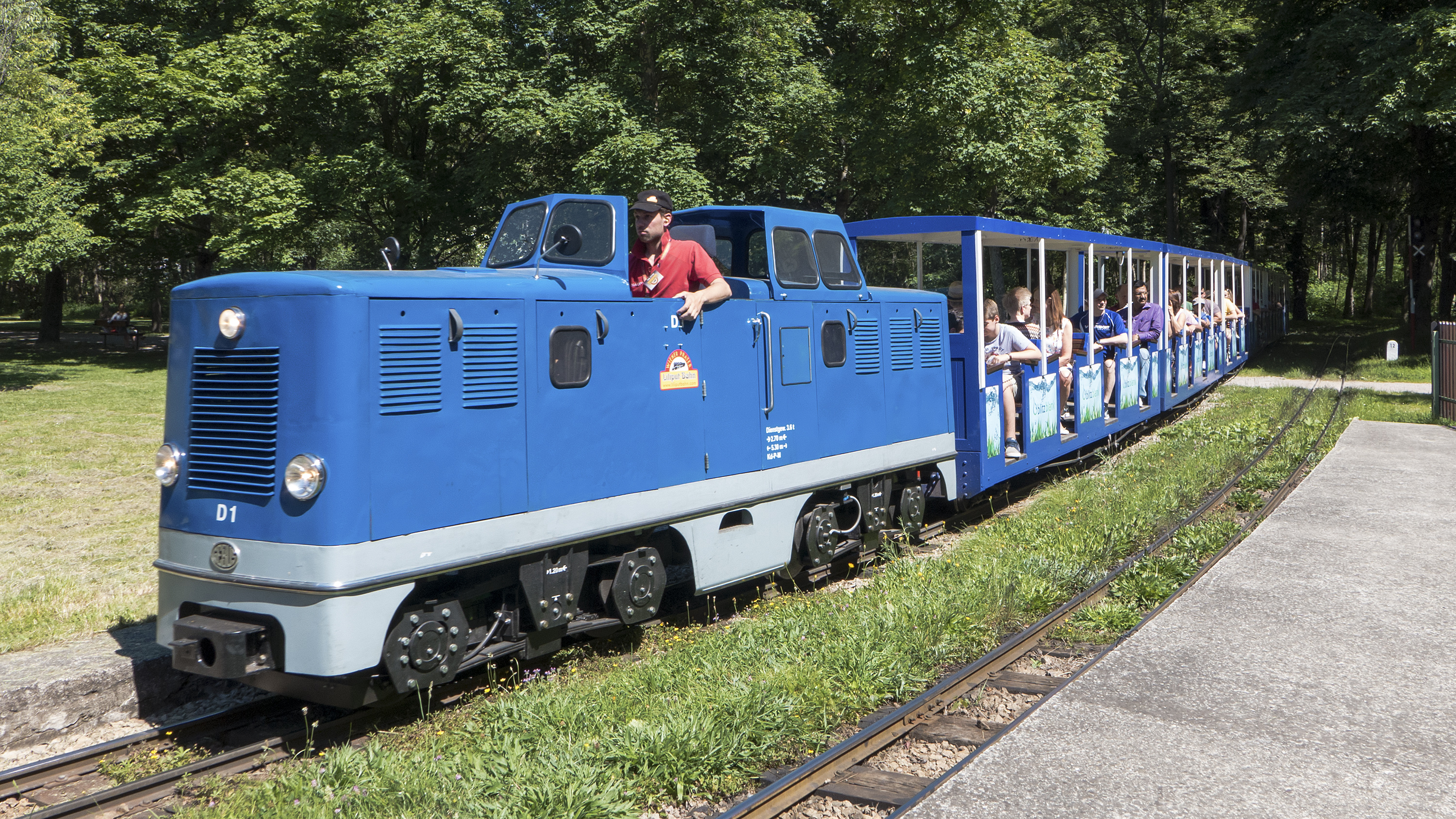
Diesellok D1 der Liliputbahn im Prater